# Chan Asparuch (film)
Chan Asparuch (bułg. Хан Аспарух) – bułgarski film historyczny z 1981 roku w reżyserii Ludmiła Stajkowa. Składa się z trzech części – „Fanagoria” (bułg. Фанагория), „Przesiedlenie” (bułg. Преселението), „Ziemia na zawsze” (bułg. Земя завинаги).

## Opis fabuły
Film opowiada o początkach państwa bułgarskiego. Głównym bohaterem jest Asparuch, chan Protobułgarów, który zakłada nowe państwo na Półwyspie Bałkańskim. Film został nakręcony dla uczczenia rocznicy 1300-lecia powstania Bułgarii.

## Obsada
- Wassil Mihajłow – chan Kubrat
- Wania Cwetkowa – Pagane
- Stefan Genow – Welizariusz
- Stojko Peew – chan Asparuch
- Djoko Rosic – Icherguboila
- Lora Kremen – Matka Welizariusza
- Mari Szür – Iw
- Iossif Surchadzijew – cesarz Konstantyn IV